# 曾我蕭白

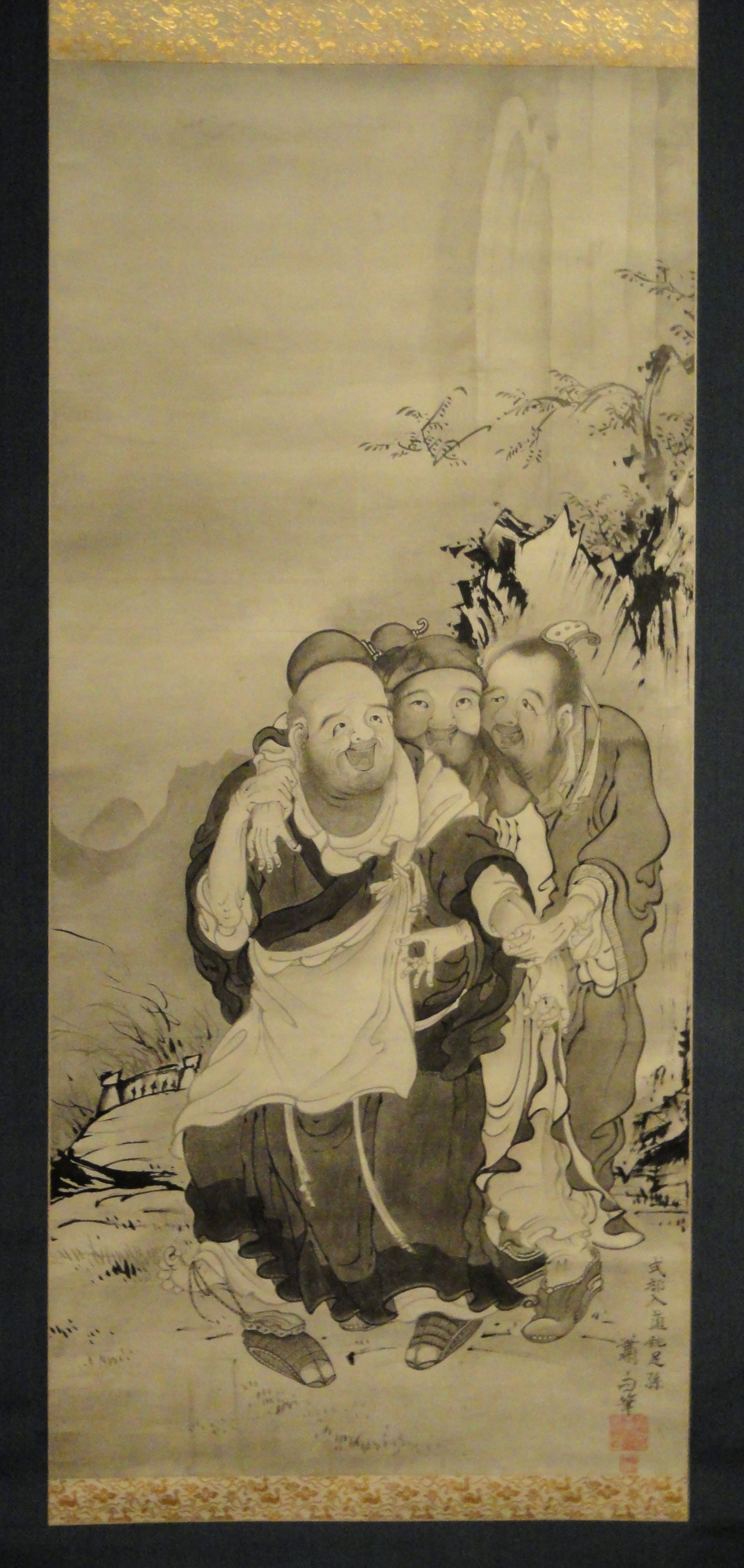
虎渓三笑図 インディアナポリス美術館蔵

曾我 蕭白（そが しょうはく、 享保15年（1730年） - 天明元年1月7日（1781年1月30日））は、江戸時代中期の絵師。蛇足軒と自ら号した。高い水墨画の技術を誇る一方、観る者を驚かせる強烈な画風で奇想の絵師と評される。

## 経歴

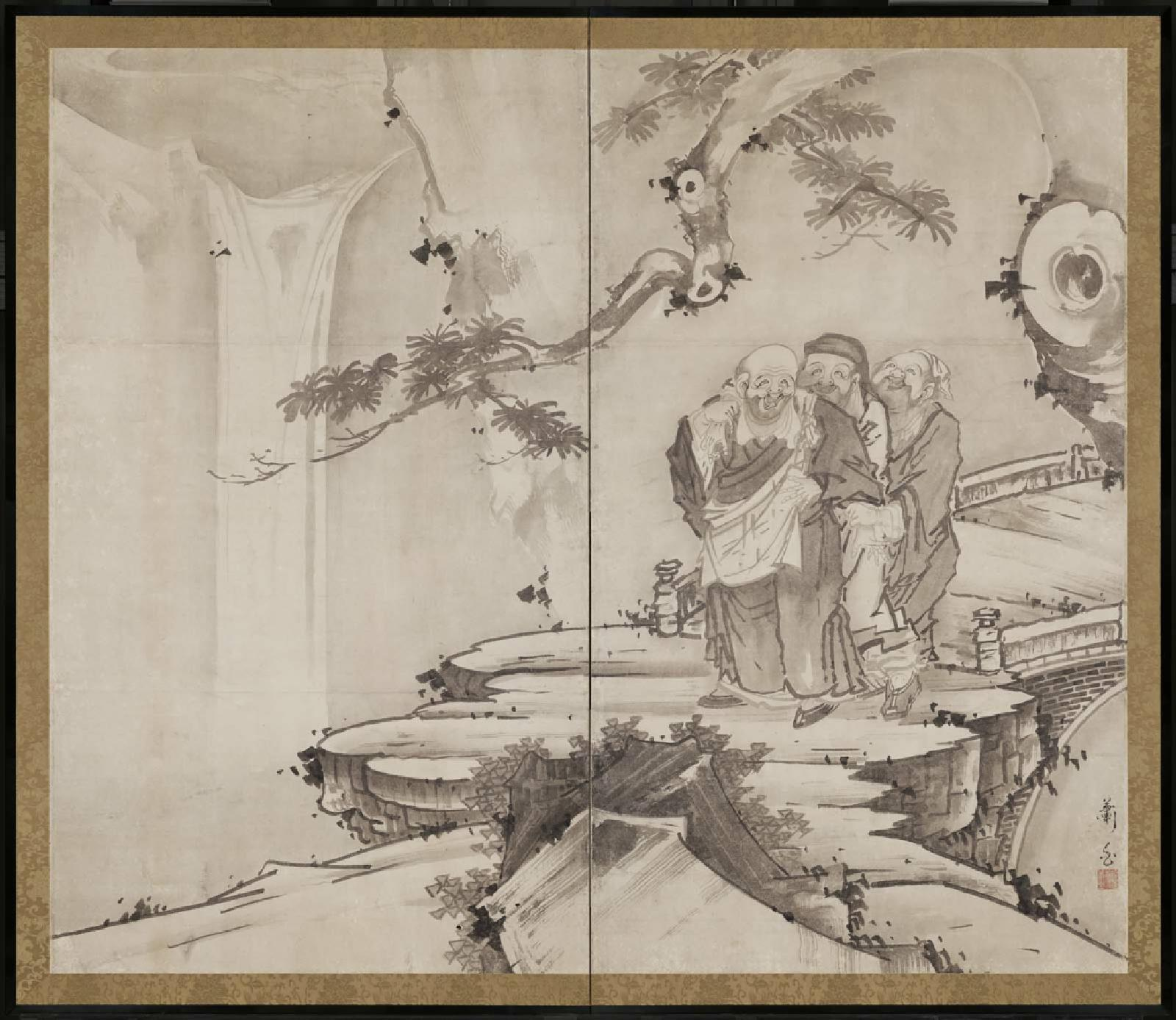
虎渓三笑図 ボストン美術館蔵

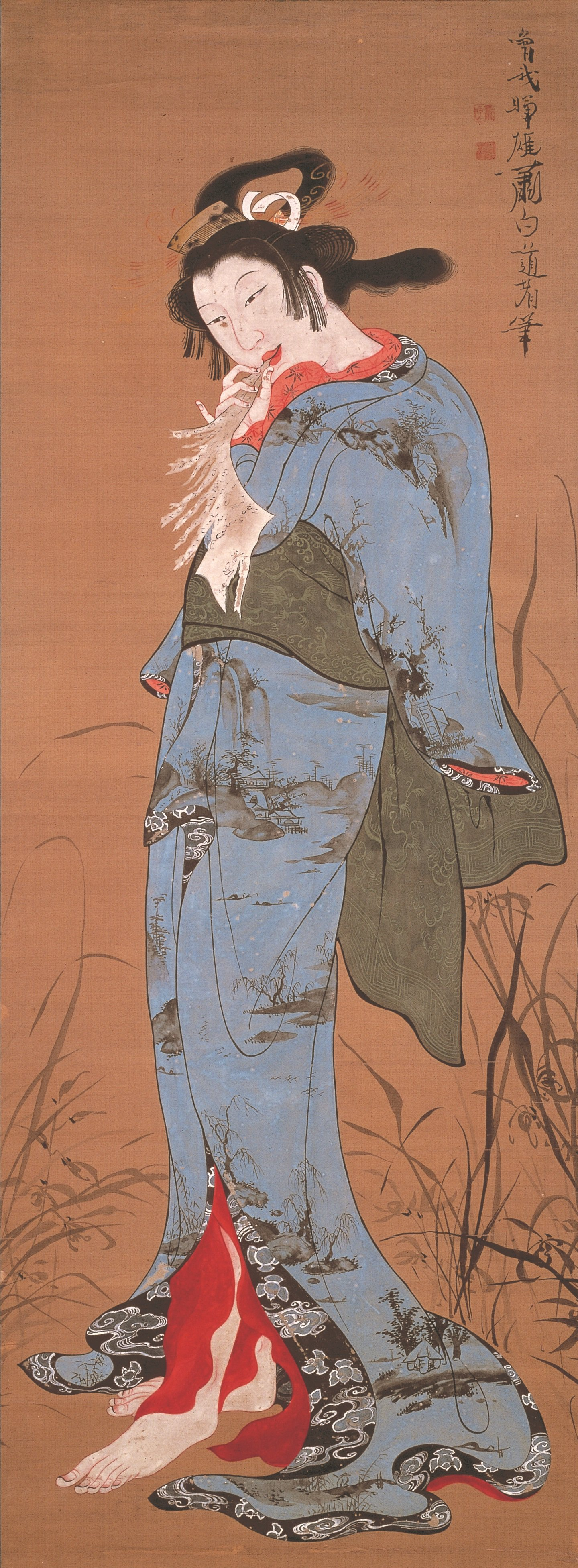
美人図 奈良県立美術館蔵

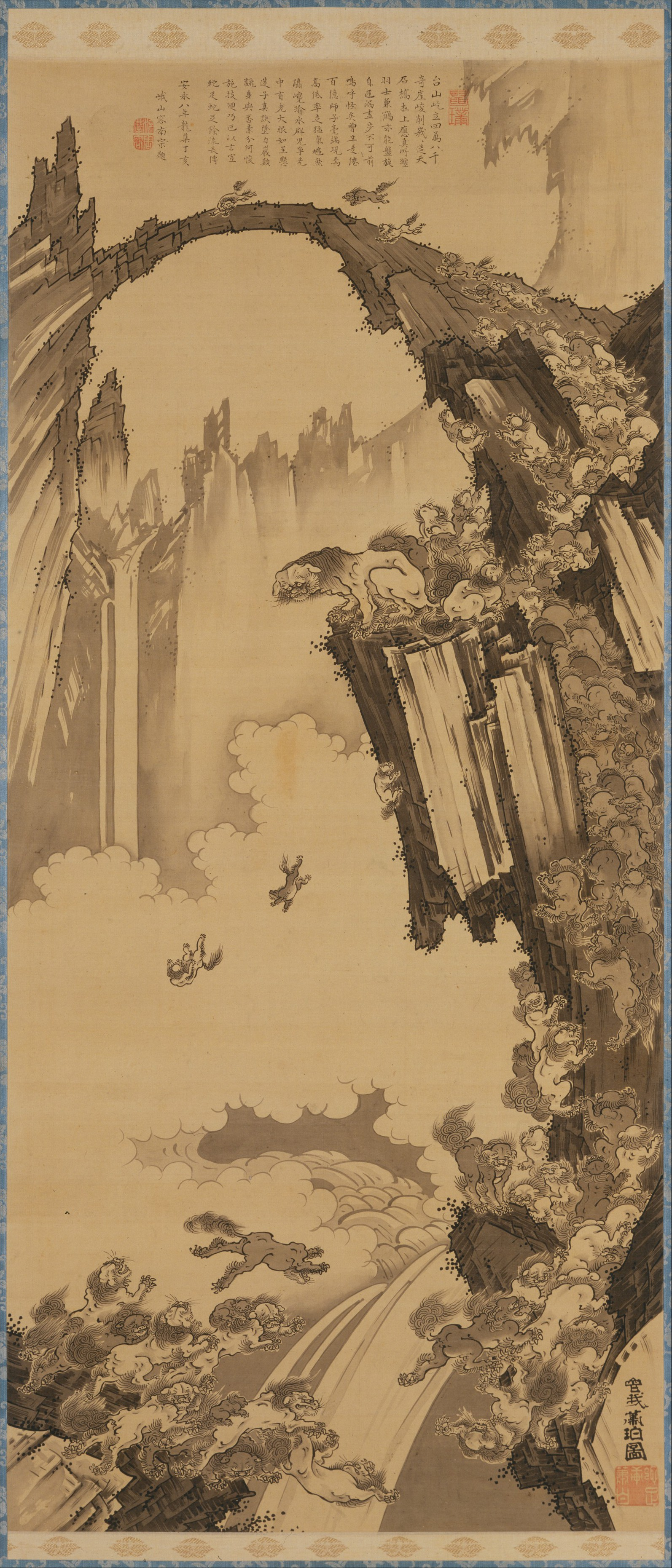
天台山石橋図 峨山南宗賛 安永8年（1779年）メトロポリタン美術館蔵

### 出自
享保15年（1730年）、「丹波屋」と号する京都の商家に、吉右衛門とヨツの間に次男として生まれた。本姓を三浦と称した。蕭白の生涯については資料が少なく不明な点が多い。伊勢地方に多くの作品が残ることから、かつては伊勢の出身とされたこともあった。京都市上京区の興聖寺には、蕭白の代表作『寒山拾得（かんざんじっとく）図』が残るほか、蕭白とその一族の墓もある。兄と妹がおり、兄は蕭白が11歳の時（元文5年、1740年）江戸で亡くなっていることから、丹波屋は江戸に支店を置ける程度の商家であったようだ。菩提寺の興聖寺の所在地が西陣に近いことなどから、丹波屋は紺屋だった可能性がある。
寛保3年（1743年）2月に父・吉右衛門が亡くなる。この頃の蕭白は、伊勢の久居の米屋で奉公していたという伝承が残る。さらに永享3年（1746年）1月、母・ヨツが亡くなり、丹波屋も潰れてしまったようだ。そして蕭白は孤独のうちに生きることを強いられることとなる。

### 画系をめぐる諸説
蕭白は高田敬輔や望月玉蟾に師事したとの説が古くからあるが、敬輔の弟子らによって編纂された『敬輔画譜』にある門人録には蕭白の名がなく、証明する文献が無いことから、直接の弟子であったかどうかについては否定的な意見もある。ただ、高田敬輔とその門人たちに特徴的な技法を用いていることなどから、少なくとも高田敬輔の画風を学んだことは間違いないだろうと、高田敬輔研究の第一人者である國賀由美子（滋賀県立近代美術館主任学芸員）は述べている。
また、白井華陽は『画乗要略』（天保2年〈1831年〉）の中で、雲谷派を学んだことを指摘している。確かに蕭白の真体水墨画には、謹直な描線や垂直に切り立った崖の描写など、雲谷派との共通点が認められる。蕭白自身は室町時代の画家曾我蛇足の画系に属すると自称し、落款には「蛇足十世」などと記している。その頃曾我派の画系は絶えているが、濃墨を用い、荒々しい筆致で樹木や岩をデフォルメして描く作風を、蕭白は積極的に取り入れていったと思われる。他にも、太い墨線を用いる筆法から白隠の影響を受け、その無法の手法だけでなく、その気魄やユーモアも吸収していると見られる。

### 画歴
作品も制作時期のわかるものはきわめて少ないが、29歳前後と35歳前後の2回、伊勢地方に滞在したことがわかっている。1回目の伊勢滞在時には、その人柄と出生年を示す逸話が残る。津から二里ほど離れた黒田村の浄光寺に1年ほど滞在していたが、絵を描こうともせず、毎日本堂に行っては昼寝ばかりしていた。ある日、蕭白は朝食もとらずに本堂に籠っていたが、いつものことと放っておいた。ところが、昼になっても夜になっても出てこないので不思議に思って本堂へ行ってみると、その内陣の左右の壁面に「十六羅漢」の図、欄間には「葡萄」の図が描いてあり、蕭白の姿はどこにもなかった。その画には「宝暦九曾我氏三十歳筆」と落款があり、宝暦9年（1759年）に30歳であることが確定した。なお、これらの作品は現存していない。『群仙図』、『旧永島家襖絵』などの代表作は2回目の伊勢滞在時に描かれたものと考えられている。また、33歳時と38歳時には、播磨に滞在していた。安永元年（1772年）頃から亡くなるまでは京都に居を構えた。7歳年上の南画家池大雅と親しく、蕎麦を食べに大雅の家を訪ねたが、話し合っているうちに蕎麦の事を忘れて夜になってしまった。帰る際、大雅が提灯を持たせてあげたいが、家にはそれが無いと済まなそうに言うと、蕭白は円灯に蝋燭を灯し平然と帰って行ったという逸話が残る。反対に円山応挙には思うところがあったらしく、蕭白はある時戯れに「画が欲しいなら自分に頼み、絵図が欲しいなら円山主水（応挙）が良いだろう」と語ったという。
安永4年（1774年）刊行の『平安人物志』には、20人中15番目に載っており、住所は京都上京と記されている。安永6年（1777年）息子が夭折、蕭白も4年後に亡くなる。法名「一輝蕭白居士」。一族と同様に興聖寺に葬られたが、蕭白の絵を好んだ人々が建て、富岡鉄斎が銘を揮毫した墓も残っている。弟子に、画名と作風からその可能性が高い曾我蕭月。また、横山華山や世古鶴皐、神原鳳章斎のように蕭白の画風を慕った幾人かの絵師が知られている。

## 評価

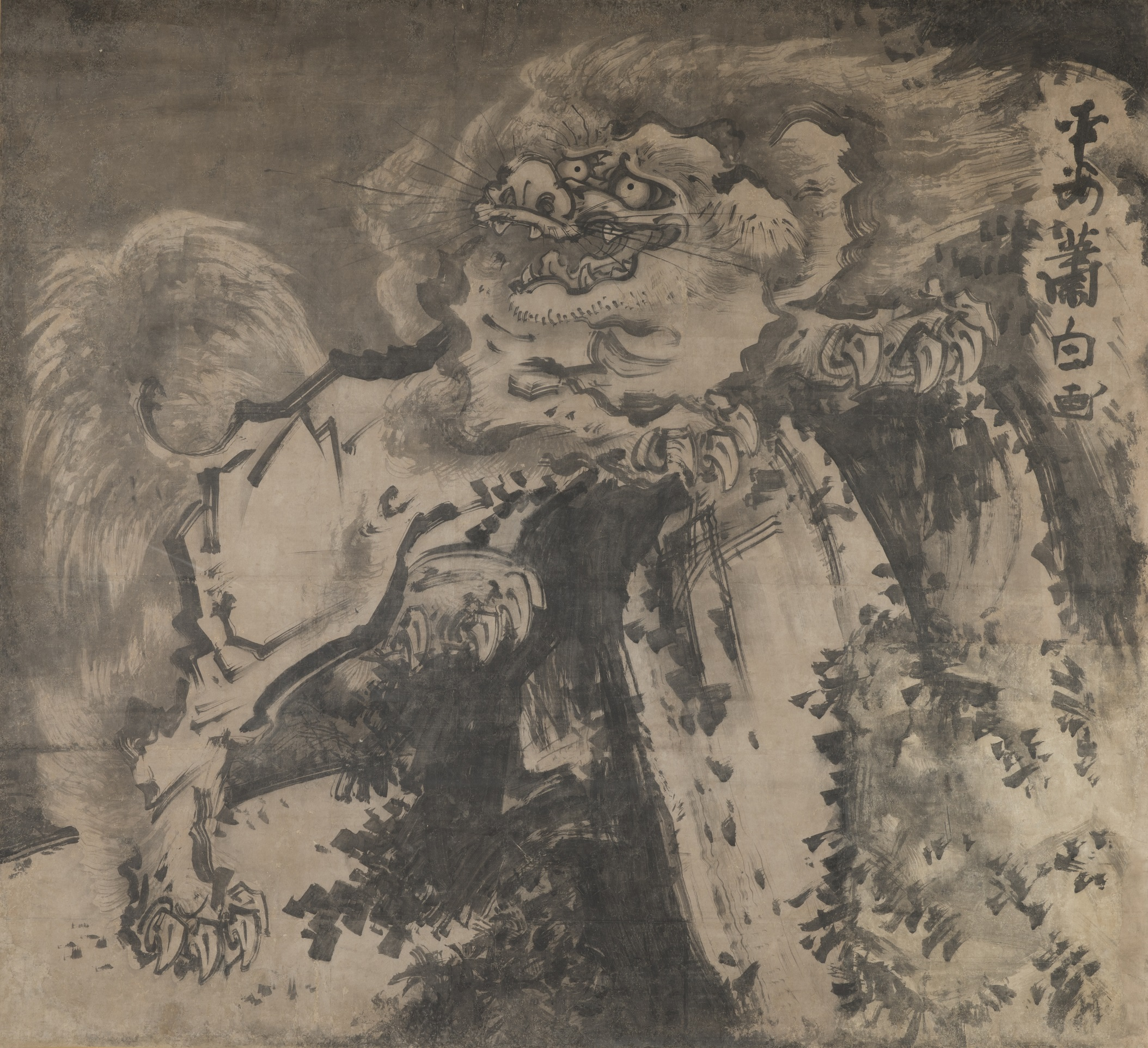
《唐獅子図》左幅（1764年頃、朝田寺）

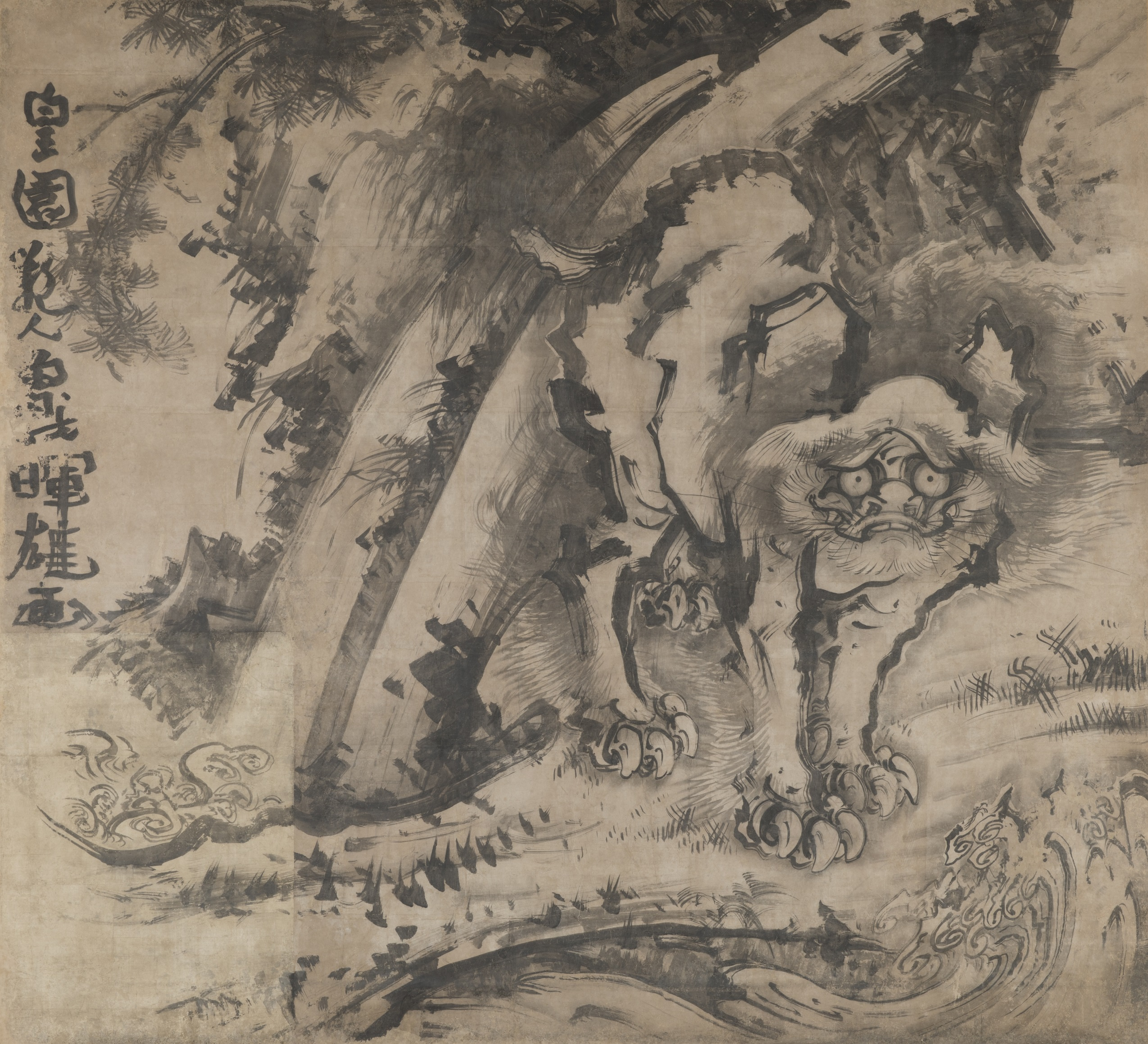
《唐獅子図》右幅（1764年頃、朝田寺）

蕭白の特徴は、部分の細密で精確な描写能力と対象の動性の的確かつ大胆な把握にある。構図における大胆な空間把握、顔料の性質を熟知した上になりたつさまざまな独創に支えられた鮮やかな彩色は、相共に強烈な不安定さを生み出し、見るものを魅了しまたおののかせる。江戸時代の画史においてすでに「異端」「狂気」の画家と位置付けられていた蕭白の絵は、仙人、唐獅子、中国の故事など伝統的な画題を、同じく正統的な水墨画技法で描いていながら、その画題を醜悪、剽軽に描き出すなど表現は型破りで破天荒なものであり、見る者の神経を逆撫でするような強い印象を与えずにはおかない。
当時、蕭白の作品は、同時代の円山応挙や池大雅、与謝蕪村ほどではないにしろ、一般の人々に受け入れられていた。蕭白の贋作が多いのは、贋作者のモチベーションを刺激しただけでなく、それだけ蕭白の人気が高かった裏付けともいえる。明治時代以降は評価が低かったが、1968年『美術手帖』誌で連載された辻惟雄の「奇想の系譜」で取り上げられたこと等がきっかけとなり、江戸時代絵画史に異彩を放つ個性的な画家として近年再注目されている。
なお、蕭白については、「異端」「奇想」という側面のみがもっぱら強調され、偏った評価を生んでいたとの反省をふまえ、より多様な視点からの研究が必要だとの指摘もある。
横尾忠則の作品には蕭白の作品を下敷きにして描かれたものがある。『群仙図』から触発されて『消された記憶』、『雪山童子図』からは『二河白道図』などが制作されている。
明治時代には忘れられており、多くの作品が失われたり破損したりしていた。そのため、ウィリアム・スタージス・ビゲローによってこうした作品の多くがボストン美術館に持ち込まれることになり、現在は同美術館が最大の蕭白コレクションを所有している。

## 代表作
- 群仙図屏風 （文化庁） 六曲一双 紙本著色 1764年（明和元年） 重要文化財
  - 蕭白の代表作で、日本美術史上類を見ない奇想天外な作品。右隻右端から順に、袋に薬草らしき枝を入れた医師・董奉（麻衣子、扁鵲とも）、簫を吹く簫史あるいは簫纂、八仙の一人李鉄拐と呂洞賓（陳楠とも）。左隻には、決して可愛いとはいえない子供を連れた林和靖、水盤から魚を取り出す左慈、美人に耳垢を取らせる蝦蟇仙人、最後に彼らを虚ろな表情で眺めている西王母が描かれる[7]。仙人や唐子、鶴や鯉など不老長寿を願うめでたいモチーフが散りばめられていることから、何らかの縁起物として発注されたと推測される。元々京都の京極家に伝わったものといわれ、蕭白の作品の中では珍しく非常に良質の顔料が使われている。清時代、上官周という画家が出版した人物画の挿絵本『晩笑堂画伝』のなかに、この屏風とよく似た手法や服装の特徴が見られ、蕭白が輸入されたこれと同系統の挿絵本を参照した可能性が高い。2005年に重要文化財に指定された。

- 旧永島家襖絵 （三重県立美術館） 全44面 紙本墨画および紙本墨画淡彩 重要文化財 1764年（明和元年）頃
  - 三重県明和町斎宮の旧家永島家に伝わったもの。内訳は、「山水図（瀟湘八景図）」8面、「竹林七賢図」8面、「波濤群禽図」12面[8]、「松鷹図」5面、「禽獣図」4面、「狼狢図」3面、「牧牛図」4面。44面のうち15面は襖から剥されて掛幅装となっていたが、再度改装されている[9]。

- 鷹図 （香雪美術館） 1幅 紙本著色 1764年（明和元年）頃
  - 款記に「明大（ママ）祖皇帝十四世玄孫蛇足軒 曾我左近次郎暉雄 入道蕭白画」と、蕭白が明の皇帝の末裔を名乗っていることで知られた絵。箱蓋裏にある蕭白自筆とも思われる墨書には、「此ノ鷹ノ絵ハ漢ノ蕭何ノ末孫蕭照ト云人仕ノ宋徽宗皇帝ニ。此人好画花鳥之妙手タリ。皇帝始而蕭照ヲ師トシ鷹ヲヨクス。後々大明ノ大（ママ）祖ノ近臣蕭瀾ハ蕭照之末葉ニシテ、亦鷹ヲヨクス。是則徽宗皇帝之為傳来。大（ママ）祖ノ皇子懿文皇帝蕭瀾ヲ師トス。其子秀文日本ヘ来リ越前ニ住ム。是則蛇足ノ実父也」とある。実際に蕭白が洪武帝の末裔の訳がなく大法螺以外の何物でもないが、曾我派やその祖秀文に関する当時の言説を統合すれば、そのような系図を強引に捻り出す事は可能だったとする意見もある[10]。

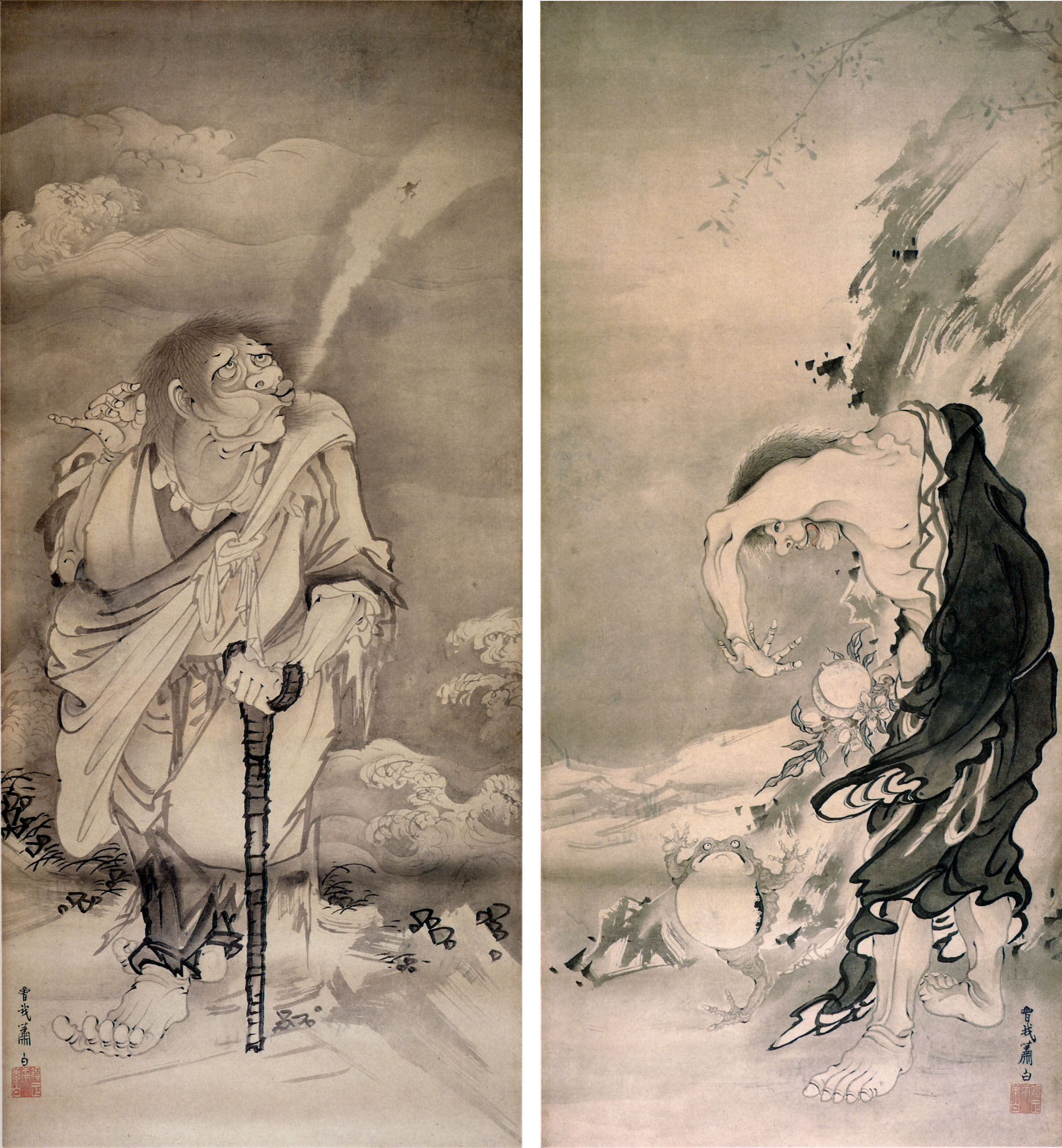
蝦蟇・鉄拐仙人図 ボストン美術館蔵
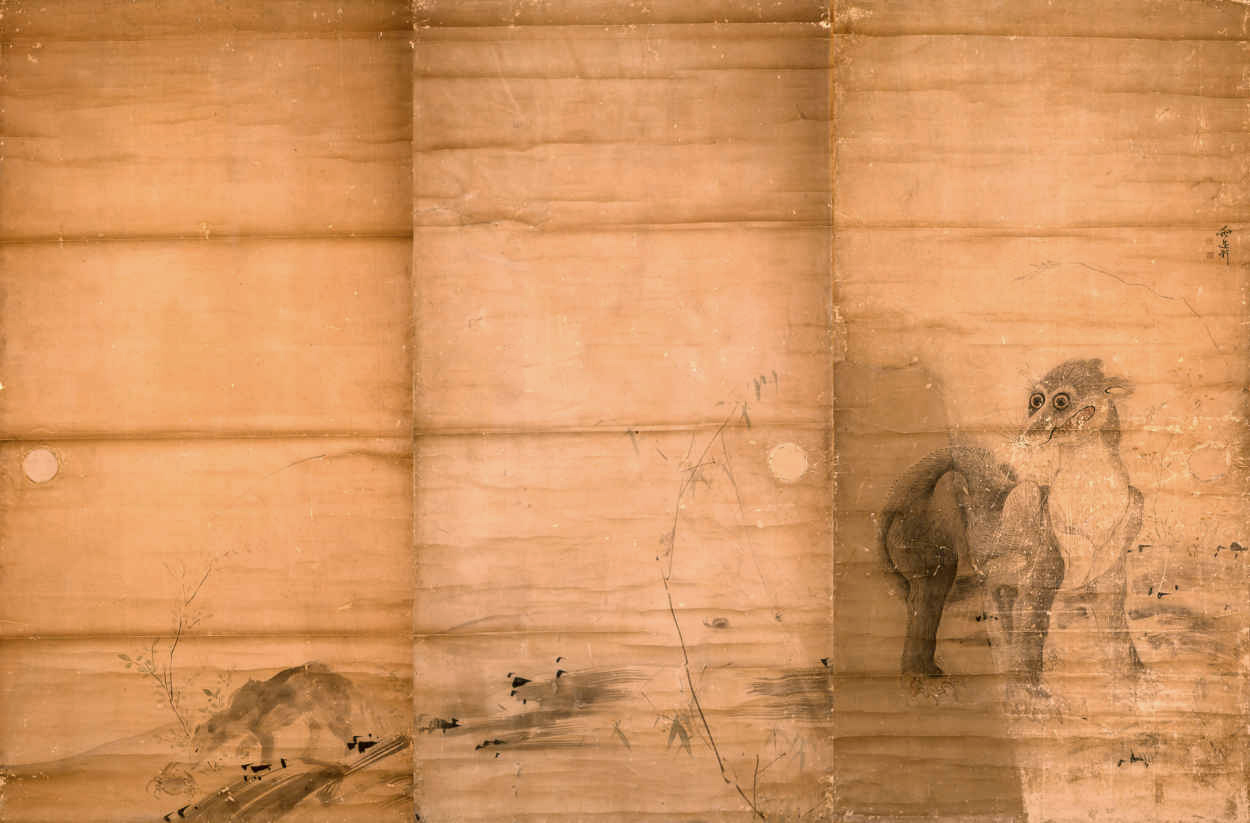
旧永島家襖絵のうち狼狢図（三重県立美術館）

### 主な作品一覧
| 作品名                                      | 技法                       | 形状・員数          | 寸法（縦x横cm）   | 所有者                               | 年代                       | 落款                                   | 印章 | 文化財指定                   | 備考                                                                                           |
| ------------------------------------------- | -------------------------- | ------------------- | ----------------- | ------------------------------------ | -------------------------- | -------------------------------------- | ---- | ---------------------------- | ---------------------------------------------------------------------------------------------- |
| 龐居士、霊昭女図屏風 （見立久米仙人図屏風） | 紙本墨画                   | 六曲一隻            | 156.1x363.8       | ボストン美術館                       | 1759年（宝暦9年）          |                                        |      |                              |                                                                                                |
| 林和靖図屏風                                | 紙本墨画淡彩               | 六曲一双            |                   | 三重県立美術館                       | 1760年（宝暦10年）         |                                        |      |                              |                                                                                                |
| 寒山拾得図                                  | 紙本墨画                   | 2幅                 |                   | 京都・興聖寺（京都国立博物館寄託）   | 1761-62年（宝暦11-12年）頃 |                                        |      | 重要文化財                   |                                                                                                |
| 雲龍図                                      | 紙本墨画                   | 襖8面               | 165.6x135（各）   | ボストン美術館                       | 1763年（宝暦13年）         |                                        |      |                              |                                                                                                |
| 群仙図屏風                                  | 紙本金地著色               | 六曲一双            |                   | 文化庁                               | 1764年（宝暦14年）         |                                        |      | 重要文化財                   | 上述                                                                                           |
| 旧永島家襖絵                                | 紙本墨画および紙本墨画淡彩 | 全44面              |                   | 三重県立美術館                       | 1764年（明和元年）頃       |                                        |      | 重要文化財                   | 上述                                                                                           |
| 唐獅子図                                    | 紙本墨画                   | 2幅（旧本堂壁貼付） |                   | 三重・朝田寺                         | 1764年（明和元年）頃       |                                        |      | 重要文化財                   | このほか朝田寺には「唐人物図」「雄鶏図」「雁図」「布袋図」等、多くの蕭白の作品が残されている。 |
| 雪山童子図                                  | 紙本著色                   | 1幅                 | 170.3x124.6       | 三重・継松寺                         | 1764年（明和元年）頃       |                                        |      | 三重県指定文化財             |                                                                                                |
| 千方牛和尚図                                | 絹本著色                   | 1幅                 | 117.5x47.8        | 菅相寺                               |                            | 「蛇足軒蕭白居士画」                   |      | 松阪市指定文化財             | 蕭白による頂相は珍しい。                                                                       |
| 鷹図                                        | 紙本著色                   | 1幅                 |                   | 香雪美術館                           | 1764年（明和元年）頃       |                                        |      |                              | 上述                                                                                           |
| 月夜山水図屏風                              | 紙本著色                   | 六曲一双            |                   | 近江神宮                             |                            |                                        |      | 重要文化財                   | 文化財指定名称は「楼閣山水図」                                                                 |
| 群童遊戯図屏風                              | 紙本銀地著色               | 六曲一双            | 166.8x369.0（各） | 九州国立博物館                       |                            |                                        |      |                              |                                                                                                |
| 美人図                                      | 絹本著色                   | 1幅                 | 107.6x39.4        | 奈良県立美術館                       |                            |                                        |      | 奈良県指定有形文化財（絵画） |                                                                                                |
| 月夜山水図襖                                | 紙本墨画                   | 襖4面               | 171.0x91.5（各）  | 鳥取県立博物館                       |                            |                                        |      |                              |                                                                                                |
| 囲碁図屏風                                  | 紙本墨画                   | 二曲一隻            | 165.7x174.7       | 鳥取県立博物館                       |                            |                                        |      |                              |                                                                                                |
| 商山四皓図屏風                              | 紙本墨画                   | 六曲一双            | 170.2x377.2（各） | ボストン美術館                       | 蕭白40歳前後の作           |                                        |      |                              |                                                                                                |
| 山水図押絵貼屏風                            | 紙本墨画                   | 六曲一双            | 123.151.8（各）   | 京都国立博物館                       | 40代半ば頃                 |                                        |      |                              |                                                                                                |
| 富士三保清見寺図                            | 絹本墨画                   | 1幅                 | 横140cm以上       | 個人                                 | 40代半ば頃                 | 「雲谷雪舟／明皇尊前圖之／曽我蕭白寫」 |      |                              | 蕭白は通例款記に「畫」「圖」「筆」を用い、「寫」と記すのは極めて珍しい。                       |
| 蘭亭曲水図                                  | 絹本墨画                   | 1幅                 | 122.7x55.7        | クリーブランド美術館                 | 1777年（安永6年）          | 「安永丁酉仲冬 曾我蕭白」              |      |                              |                                                                                                |
| 天台山石橋図                                | 絹本墨画                   | 1幅                 | 114x50.8          | メトロポリタン美術館                 | 1779年（安永8年）          |                                        |      |                              | バーク・コレクション旧蔵                                                                       |
| Chinese Scholar Contemplating a Waterfall   | 紙本墨画                   | 二曲一隻            | 156.8x173.7       | メトロポリタン美術館                 |                            | 「鬼伸斉曽我輝一圖」                   |      |                              |                                                                                                |
| Horses and Cranes                           | 紙本墨画                   | 六曲一隻            | 154.94x358.6      | ロサンゼルス・カウンティ美術館       |                            |                                        |      |                              |                                                                                                |
| 龍図                                        | 絹本墨画                   | 1幅                 | 96.5x33.5         | ニュー・サウス・ウェールズ州立美術館 |                            |                                        |      |                              |                                                                                                |
| 富士三保図屏風                              | 紙本墨画                   | 六曲一双            |                   | MIHO MUSEUM                          |                            |                                        |      |                              | パワーズ・コレクション旧蔵                                                                     |

### 展覧会図録
- 『近世異端の芸術展 : 蕭白と蘆雪を中心に』 新宿・小田急百貨店　1971年6月26日−7月13日
- 『究極のエキセントリック絵画 曾我蕭白展』 三重県立美術館 1987年10-11月、練馬区立美術館 11-12月
- 『江戸の鬼才 曾我蕭白展』 千葉市美術館・三重県立美術館、1998年3-6月
- 『加古川市制50周年記念特別展 播磨の曾我蕭白展』 加古川総合文化センター 2000年8月
- 『曾我蕭白 無頼という愉悦　円山応挙が、なんぼのもんぢゃ！』 京都国立博物館、2005年
- 『蕭白ショック！！ 曾我蕭白と京の画家たち』 千葉市美術館 2012年4月10日-5月20日、三重県立美術館 6月2日-7月8日